# Зандра Райхель
Зандра Райхель (нім. Sandra Reichel; нар. 24 червня 1971) — колишня австрійська тенісистка.
Найвищу одиночну позицію світового рейтингу — 449 місце досягла 1 лютого 1993, парну — 232 місце — 8 березня 1993 року.

## Фінали ITF

### Парний розряд: 3 (0–3)
| Результат | Ранг | Дата           | Турнір                  | Покриття | Партнерка       | Суперниці                           | Рахунок       |
| --------- | ---- | -------------- | ----------------------- | -------- | --------------- | ----------------------------------- | ------------- |
| Поразка   | 1.   | 27 серпня 1990 | Палермо, Італія         | Ґрунт    | Емманюель Дерлі | Інгелісе Дрігейс Луїс Флемінг       | 1–6, 1–6      |
| Поразка   | 2.   | 3 грудня 1990  | Белу-Оризонті, Бразилія | Ґрунт    | Окада Сіхо      | Лаура Глітц Софія Келберт           | 6–4, 5–7, 1–6 |
| Поразка   | 3.   | 25 квітня 1994 | Нойдерфль, Австрія      | Ґрунт    | Дезіре Лойпольд | Моніка Кратохвілова Зденька Малкова | 0–6, 6–4, 1–6 |